# Norfolk Naval Shipyard
Norfolk Naval Shipyard (NNSY) – określana także jako Norfolk Navy Yard w Portsmouth (Wirginia), jest należącą do Dowództwa Systemów Morskich stocznią United States Navy mającą na celu modyfikacje i naprawy okrętów bez marży zysku. Ulokowana w pobliżu Elizabeth River NNSY, jest najstarszym i największym przedsiębiorstwem tego typu należącym do US Navy.
Nazwa stoczni została zmieniona z Gosport Shipyard/Gosport Navy Yard w 1862. W czasie I wojny światowej stocznia została powiększona by zatrudnić 11000 pracowników i ich rodziny. Kolejny raz powiększono ja w czasie II wojny światowej, podwajając jej fizyczne rozmiary i mocno zwiększając jej moce produkcyjne. W tym czasie, od 1940 do 1945, stocznia zatrudniała 43.000 pracowników i zbudowała 6850 jednostek pływających.
Po II wojnie światowej NNSY przestawiła się z budowy nowych jednostek na przeprowadzanie przeglądów i remontów. Dwie ostatnie nowe jednostki pływające – trałowce o drewnianym kadłubie "Bold" i "Bulwark" zostały zwodowane 28 marca 1953, w czasie wojny koreańskiej.
Obecnie stocznia składa się z kilku niepołączonych ze sobą obszarów o łącznej powierzchni 5,2 km². Norfolk Naval Shipyard zapewnia naprawy i modernizacje każdego okrętu jaki US Navy posiada w służbie, w tym okrętów desantowych, okrętów podwodnych, krążowników rakietowych i lotniskowców US Navy. W ostatnim jednak czasie przedsiębiorstwo skupia się głównie na okrętach o napędzie atomowym i jednostkach wspierających takie okręty. Stocznia w Norfolk jest jednym z kilku jedynie miejsc na wschodnim wybrzeżu USA zdolnym do zadokowania w suchym doku lotniskowców o napędzie atomowym. Innym przedsiębiorstwem mającym taki dok jest Northrop Grumman Newport News znajdujące się także w rejonie Hampton Roads. To przedsiębiorstwo jest jedyną amerykańską stocznią obecnie budującą lotniskowce oraz dokonujące okresowych przeglądów i wymiany paliwa nuklearnego.

## Niektóre okręty
- USS "Chesapeake" – 38 działowa fregata,
- USS "Delaware" – pierwszy okręt, który wszedł do suchego doku na zachodniej półkuli
- CSS "Virginia" – pierwszy konfederacki okręt pancerny, zbudowany przy pomocy wypalonego kadłuba USS "Merrimack", uczestnik bitwy koło Hampton Roads z USS "Monitor"
- USS "Texas" – pierwszy amerykański pancernik
- USS „Raleigh”(inne języki) – pierwszy nowoczesny krążownik zbudowany całkowicie przez rząd amerykański
- USS "Langley" – pierwszy lotniskowiec amerykański, przerobiony z USS "Jupiter".
- USS "Shangri-La" – jedyny amerykański lotniskowiec zbudowany za pieniądze z pożyczek wojennych.